# 安田未央
安田 未央（やすだ みお、5月16日 - ）は、日本の女性声優。千葉県出身。シグマ・セブン所属。

## 人物
小学校の頃に教科書の音読を教師に褒めてもらったことが、声優を目指すきっかけとなっている。

## 出演
太字はメインキャラクター。

### テレビアニメ
- 犬夜叉（2003年、花）
- セイント・ビースト〜聖獣降臨編〜（2003年、販売員、子供）
- 魔法遣いに大切なこと（2003年、女の子B）
- みさきクロニクル〜ダイバージェンス・イヴ〜（2004年、女子生徒）
- ToHeart2（2005年、カスミ、幼い貴明）
- あさっての方向。（2006年、からだ母）
- 西の善き魔女 Astraea Testament（2006年、レーリア）
- H2O -FOOTPRINTS IN THE SAND-（2008年、田端ゆい）

### 劇場アニメ
- 犬夜叉 紅蓮の蓬莱島（2004年）

### OVA
- フロム I"s アイズ 〜もうひとつの夏の物語〜（2003年、女子大生C）
- 君が望む永遠〜Next season〜（2007年、辻村晶代）
- OVA ToHeart2（2007年、カスミ）

### ゲーム
- ときめきメモリアル3 〜約束のあの場所で〜（2001年、橘恵美）
- 鋼鉄の咆哮2 ウォーシップコマンダー（2003年、オペレーター）
- 青い涙（2004年、シエ）
- テイルズ オブ リバース（2004年、クレア・ベネット）
- PIZZICATO POLKA 〜縁鎖現夜〜（2004年、ヘンリエッタ・エステルハージ）
- H2O プラス（2008年、田端ゆい）
- テイルズ オブ ザ ワールド レディアント マイソロジー2（2009年、クレア・ベネット）
- テイルズ オブ ザ ワールド レディアント マイソロジー3（2011年、クレア・ベネット）
- ハートフルシミュレーター PACHISLOT ToHeart2（2012年、カスミ[7]）
- テイルズ オブ ザ レイズ（2020年、クレア・ベネット）

### ドラマCD
- マリーのアトリエ（2001年）
- ときめきメモリアル3 はじめまして！（2001年、橘恵美）
- 最後のドアを閉めろ!（2002年）
- 炎の蜃気楼 高耶バイト地獄巡り編（2002年、女子大生C）
- ミス・キャスト 4 誘惑の唇（2002年、女性記者）
- さあ 恋におちたまえ（2003年、女子1）
- 放課後はスキャンダル（2003年）
- 恋の花（2005年、ユリカ）
- 三千世界の鴉を殺し 3（2005年、マリア・ロッセリーニ）
- テイルズ オブ リバース（2005年、クレア・ベネット）
- V・B・ローズ（2006年、坂下マモル）

### ラジオドラマ
- 9S（2006年、真目麻耶）

### 吹き替え
- 激戦 A True Mob Story（2001年、リョン〈ジジ・リョン〉）
- 愛人 もうひとりのわたし（2004年、スンジン〈キム・ジュヒ〉）

### DVD
- ときめきメモリアルスーパーライブ2

## ディスコグラフィ

### 歌手参加作品
| 発売日  | 商品名                                      | 歌       | 楽曲                   | 備考                                                     |
| 2002年  | 2002年                                      | 2002年   | 2002年                 | 2002年                                                   |
| ------- | ------------------------------------------- | -------- | ---------------------- | -------------------------------------------------------- |
| 2月6日  | ときめきメモリアル3 もえぎの音楽だより第1集 | 安田未央 | 「あなたと微笑む場所」 | ゲーム『ときめきメモリアル3 〜約束のあの場所で〜』関連曲 |
| 8月22日 | ときめきメモリアル3 もえぎの音楽だより第3集 | 安田未央 | 「Can you believe?」   | ゲーム『ときめきメモリアル3 〜約束のあの場所で〜』関連曲 |